# Cantinflas (filme)
Cantinflas (br Cantinflas - A Magia da Comédia) é um filme mexicano de 2014, do gênero drama biográfico, dirigido por Sebastian del Amo.
Foi selecionado como representante do México à edição do Oscar 2015, organizada pela Academia de Artes e Ciências Cinematográficas.[carece de fontes?]

## Elenco
| Ator(es)               | Papel                |
| ---------------------- | -------------------- |
| Óscar Jaenada          | Cantinflas           |
| Michael Imperioli      | Mike Todd            |
| Ilse Salas             | Valentina Ivanova    |
| Bárbara Mori           | Elizabeth Taylor     |
| Ana Layevska           | Miroslava Stern      |
| Luis Gerardo Méndez    | Estanislao Shilinsky |
| Joaquín Cosío          | Indio Fernández      |
| Andrés Montiel         | Agustín Isunza       |
| Cassandra Ciangherotti | Estela Pagola        |
| Eduardo España         | Alejandro Galindo    |
| Ximena Gonzalez-Rubio  | María Félix          |
| Adal Ramones           | Mantequilla          |
| Flor Payán             | Lupita Tovar         |
| José Sefami            | Diego Rivera         |
| Otto Sirgo             | Andrés Soler         |
| Giovanna Zacarías      | Gloria Marín         |